# FK Novi Pazar
Der FK Novi Pazar (serbisch Фудбалски клуб Нови Пазар, Fudbalski klub Novi Pazar) ist ein serbischer Fußballverein aus der Stadt Novi Pazar, der in der SuperLiga spielt, der höchsten Fußball-Liga in Serbien.

## Geschichte
Zur Gründung 1928 hieß der Verein FK Sandžak und später FK Deževa. Nach einer Fusion von Deževa mit dem FK Ras wurde daraus 1962 der heutige FK Novi Pazar. Er wurde im ehemaligen Jugoslawien Amateurmeister und war Mitglied einer unteren Spielklasse im Osten des Landes. Zweimal erreichte man Play-offs für die 1. Liga und wurde beide Male geschlagen. Beim ersten Mal verlor man gegen Sutjeska Nikšić, beim zweiten Mal gegen Sloboda Užice.
Zu bekannten ehemaligen Spieler gehörten Abdulah Gegić, der als Trainer des serbischen Spitzenvereins Partizan in der Saison 1965/66 das Finale des Europapokals der Landesmeister erreichte, wo er mit seiner Mannschaft nur knapp Real Madrid unterlag, sowie Ismet Ugljanin, ebenfalls ein ehemaliges Mitglied von Partizan, sowie von Radnički Niš. Weitere bekannte Spieler waren Bajro Župić und Rahim Beširović, ebenfalls ehemalige Mitglieder der traditionsreichen Partizan-Familie.

## Gegenwart
Seit der Saison 2011/12 spielt der FK Novi Pazar in der 1. Liga. Bis zum 34. und letzten Spieltag der Vorsaison kämpfte der vom serbischen Minister für Arbeit und Soziales Rasim Ljajić geführte Klub mit dem leicht vorausliegenden Zweitplatzierten Radnički 1923 Kragujevac in der 2. Liga um den Aufstieg in die 1. Liga. Nachdem dem Meister BASK aufgrund finanzieller Probleme der Aufstieg verwehrt wurde, rückte der FK Novi Pazar als Drittplatzierter nach und stieg erstmals in die höchste serbische Liga auf. In der Saison 2014/2015 belegte FK Novi Pazar den 5. Platz in der Super liga, was bisher den größten Erfolg in der Klubgeschichte des FK Novi Pazar darstellt. In der Saison 2016/2017 stieg der Klub nach 6 Jahren erste Liga in die zweite Liga ab.
Nach dem Abstieg kündigte der Klubvorstand am 15. Juni 2017, aufgrund finanzieller Probleme, die Insolvenz des Klubs an. Am 1. Juli 2017 gab der Klub bekannt, dass man die Insolvenz abwehren konnte. In der 2018/19 beendete Novi Pazar die Saison auf den 14. Platz, einem Abstiegsplatz. Nur der Zwangsabstieg des Ligakonkurrenten FK Borac Čačak, welcher wegen finanzieller Probleme den Gang in die dritte Liga antreten musste, bewahrte den Klub vor einem Abstieg in die dritte Liga. In der darauffolgenden Saison belegte Novi Pazar den 10. Platz. Allerdings verzichtete der FK Grafičar Belgrad, welcher den 2. Platz belegte, mangels fehlender Mittel auf den Aufstieg. Dadurch wurde ein Platz in der ersten Liga frei. Am 30. Juni 2020 gab der FSS (Serbischer Fußballverband) bekannt, dass Novi Pazar den freigewordenen Platz von Grafičar Belgrad einnehmen wird. Somit stieg Novi Pazar als Zehntplatzierter in die erste Liga auf.
In der Saison 2021/22 erreichte Novi Pazar zum ersten Mal in der Klubgeschichte das Halbfinale des Serbischen Pokals. Eine Saison später belegte Novi Pazar mit 51 Punkten den 6. Platz in der Liga, was den größten Punktgewinn in einer Saison und die zweitbeste Platzierung der Klubgeschichte darstellt.

## Europapokalbilanz
| Saison  | Wettbewerb             | Runde                  | Gegner                | Gesamt | Hin     | Rück    |
| ------- | ---------------------- | ---------------------- | --------------------- | ------ | ------- | ------- |
| 2025/26 | UEFA Conference League | 2. Qualifikationsrunde | Jagiellonia Białystok | 2:5    | 1:2 (H) | 1:3 (A) |

Gesamtbilanz: 2 Spiele, 2 Niederlagen, 2:5 Tore (Tordifferenz −3)

## Stadion
Nach dem Aufstieg von Novi Pazar in die erste Liga in der Saison 2010/2011 gaben der damalige Minister für Arbeit und Soziales Rasim Ljajic und der damalige Bürgermeister von Novi Pazar Meho Mahmutovic die Rekonstruktion des Stadions bekannt. Der Bau wurde durch ein Projekt des Serbischen Fußball-Bunds (FSS) und der Stadt Novi Pazar finanziert. Die Kosten des Baus betrugen um die 2 Millionen Euro.
Die West- und Osttribüne wurden komplett ausgebaut, wobei die Westtribüne mit einem Dach abgedeckt wurde. 2012 wurde auch eine Nordtribüne erbaut. Nachdem die Stadionarbeiten beendet waren, wurde die Kapazität des Stadions auf 16 000 Sitzplätze erweitert. Zudem bekam das Stadion neue Flutlichter, ein neues Schließfach, einen Presseraum,
eine neue Ambulanz, einen Parkplatz und einen Fahrkartenschalter.